# Josef Vitalian Lomberg
Josef Vitalian Lomberg (auch Joseph Vitalian Lomberg; * 7. Juni 1739 in Bonn; † 21. Mai 1805 in St. Blasien) war ein deutscher Rechtswissenschaftler, römisch-katholischer Geistlicher und Hochschullehrer.

## Leben
Lombergs Ausbildung ist unbekannt, ebenso wann er seine Priesterweihe erhalten hat. Er wurde 1774 zum Professor am Bonner Gymnasium ernannt, bevor er 1777 als Professor für öffentliches Recht, Völkerrecht und Geschichte an die neugegründete kurkölnischen Bonner Akademie kam. Mit der Aufwertung zur Universität Bonn erhielt er 1784 eine Stelle als ordentlicher Professor dieser Fächer. Er war zu dieser Zeit gleichzeitig Kanoniker am Kollegiatstift in Bonn und ab 1790 daneben auch Kanoniker an der Stiftskirche St. Aposteln in Köln.
Lomberg legte 1790 seine universitären Ämter ab und siedelte vollständig nach Köln über. In den Wirren der Säkularisation kam er 1804 auf französische Empfehlung als ordentlicher Professor des Staatsrechts an die neugegründete Akademie Aschaffenburg. Kurz darauf starb er im Schwarzwald, wo er noch kurz zuvor auf eine Veröffentlichung auf dem Bereich der Philosophie seiner Zeit hinwirkte.

## Werke (Auswahl)
- Prospectus recentioris methodi academicae juris publici, Bonn 1774.
- Prima exercitatio publica de anarchia, et civitate, Bonn 1775.
- Ueber die neueste der gegenwärtigen deutschen Regierungs-Verfassung sowohl, als dem Vortheile der Zuhörer angemessenste akademische Lehrart des Staatsrechtes, 1784 (Digitalisat)
- Systematische Grundlehre des deutschen Staatsrechts zum Gebrauche der kurkölnischen Schule zu Bonn, Bonn 1787.
- Des Einsamen auf dem Schwarzwalde Gedanken und Gespräche über den Geist der neusten philosophischen Schule und ihrer moralischen Verhältnisse zu dem Geiste der früheren Betrachtungen über das Universum, Kranzfelder, Augsburg 1805.